# Nasu, Tochigi
Nasu (那須町 Nasu-machi) là thị trấn thuộc huyện Nasu, tỉnh Tochigi, Nhật Bản. Tính đến ngày 1 tháng 10 năm 2020, dân số ước tính thị trấn là 23.956 người và mật độ dân số là 64 người/km2. Tổng diện tích thị trấn là 372,3 km2.

## Địa lý

### Đô thị lân cận
- Tochigi
  - Ōtawara
  - Nasushiobara
- Fukushima
  - Shirakawa
  - Tanagura
  - Nishigō

### Khí hậu
| Dữ liệu khí hậu của Nasu, Tochigi        | Dữ liệu khí hậu của Nasu, Tochigi | Dữ liệu khí hậu của Nasu, Tochigi | Dữ liệu khí hậu của Nasu, Tochigi | Dữ liệu khí hậu của Nasu, Tochigi | Dữ liệu khí hậu của Nasu, Tochigi | Dữ liệu khí hậu của Nasu, Tochigi | Dữ liệu khí hậu của Nasu, Tochigi | Dữ liệu khí hậu của Nasu, Tochigi | Dữ liệu khí hậu của Nasu, Tochigi | Dữ liệu khí hậu của Nasu, Tochigi | Dữ liệu khí hậu của Nasu, Tochigi | Dữ liệu khí hậu của Nasu, Tochigi | Dữ liệu khí hậu của Nasu, Tochigi |
| Tháng                                    | 1                                 | 2                                 | 3                                 | 4                                 | 5                                 | 6                                 | 7                                 | 8                                 | 9                                 | 10                                | 11                                | 12                                | Năm                               |
| ---------------------------------------- | --------------------------------- | --------------------------------- | --------------------------------- | --------------------------------- | --------------------------------- | --------------------------------- | --------------------------------- | --------------------------------- | --------------------------------- | --------------------------------- | --------------------------------- | --------------------------------- | --------------------------------- |
| Cao kỉ lục °C (°F)                       | 12.7 (54.9)                       | 16.8 (62.2)                       | 21.1 (70.0)                       | 26.8 (80.2)                       | 29.6 (85.3)                       | 30.3 (86.5)                       | 33.2 (91.8)                       | 32.2 (90.0)                       | 29.5 (85.1)                       | 24.6 (76.3)                       | 20.0 (68.0)                       | 17.4 (63.3)                       | 33.2 (91.8)                       |
| Trung bình ngày tối đa °C (°F)           | 1.9 (35.4)                        | 2.7 (36.9)                        | 6.8 (44.2)                        | 13.0 (55.4)                       | 18.2 (64.8)                       | 20.7 (69.3)                       | 24.3 (75.7)                       | 25.4 (77.7)                       | 21.4 (70.5)                       | 16.1 (61.0)                       | 10.9 (51.6)                       | 5.1 (41.2)                        | 13.9 (57.0)                       |
| Trung bình ngày °C (°F)                  | −1.7 (28.9)                       | −1.3 (29.7)                       | 2.0 (35.6)                        | 7.8 (46.0)                        | 13.0 (55.4)                       | 16.4 (61.5)                       | 20.2 (68.4)                       | 21.0 (69.8)                       | 17.3 (63.1)                       | 11.8 (53.2)                       | 6.4 (43.5)                        | 1.1 (34.0)                        | 9.5 (49.1)                        |
| Tối thiểu trung bình ngày °C (°F)        | −5.3 (22.5)                       | −5.3 (22.5)                       | −2.4 (27.7)                       | 2.6 (36.7)                        | 7.7 (45.9)                        | 12.3 (54.1)                       | 16.7 (62.1)                       | 17.5 (63.5)                       | 13.8 (56.8)                       | 7.7 (45.9)                        | 2.0 (35.6)                        | −2.6 (27.3)                       | 5.4 (41.7)                        |
| Thấp kỉ lục °C (°F)                      | −11.7 (10.9)                      | −12.1 (10.2)                      | −10.4 (13.3)                      | −6.0 (21.2)                       | −2.3 (27.9)                       | 3.6 (38.5)                        | 8.7 (47.7)                        | 8.9 (48.0)                        | 3.2 (37.8)                        | −1.2 (29.8)                       | −6.1 (21.0)                       | −10.2 (13.6)                      | −12.1 (10.2)                      |
| Lượng Giáng thủy trung bình mm (inches)  | 52.6 (2.07)                       | 42.8 (1.69)                       | 101.6 (4.00)                      | 139.6 (5.50)                      | 180.8 (7.12)                      | 220.5 (8.68)                      | 305.7 (12.04)                     | 303.9 (11.96)                     | 305.3 (12.02)                     | 212.6 (8.37)                      | 89.2 (3.51)                       | 60.1 (2.37)                       | 2.014,7 (79.32)                   |
| Lượng tuyết rơi trung bình cm (inches)   | 103 (41)                          | 79 (31)                           | 45 (18)                           | 7 (2.8)                           | 0 (0)                             | 0 (0)                             | 0 (0)                             | 0 (0)                             | 0 (0)                             | 0 (0)                             | 4 (1.6)                           | 55 (22)                           | 296 (117)                         |
| Số ngày giáng thủy trung bình (≥ 1.0 mm) | 9.1                               | 8.3                               | 10.4                              | 11.3                              | 12.1                              | 15.9                              | 18.3                              | 17.0                              | 14.8                              | 11.5                              | 8.3                               | 9.1                               | 146.1                             |
| Số ngày tuyết rơi trung bình (≥ 3 cm)    | 11.5                              | 8.8                               | 5.5                               | 0.6                               | 0                                 | 0                                 | 0                                 | 0                                 | 0                                 | 0                                 | 0.4                               | 5.9                               | 32.7                              |
| Số giờ nắng trung bình tháng             | 131.0                             | 129.0                             | 156.4                             | 170.4                             | 169.1                             | 108.8                             | 98.7                              | 115.3                             | 98.9                              | 115.1                             | 130.1                             | 132.6                             | 1.555,2                           |
| Số giờ nắng trung bình ngày              | 3.8                               | 4.6                               | 5.0                               | 5.8                               | 5.2                               | 3.7                               | 3.3                               | 3.8                               | 3.2                               | 3.7                               | 4.3                               | 4.0                               | 4.2                               |
| Nguồn 1: 理科年表                        |                                   |                                   |                                   |                                   |                                   |                                   |                                   |                                   |                                   |                                   |                                   |                                   |                                   |
| Nguồn 2: Cục Khí tượng Nhật Bản          |                                   |                                   |                                   |                                   |                                   |                                   |                                   |                                   |                                   |                                   |                                   |                                   |                                   |